# Te Afuafou
Te Afuafou (Teafuafou) – niewielka wyspa położona na Oceanie Spokojnym, w archipelagu Tuvalu, w południowej części atolu Funafuti.